# Псалом 5
Псалом 5 — п'ятий псалом Книги псалмів. Авторство псалму традиційно приписується Давидові. Псалом є відображенням того, як праведник молиться про визволення не тільки за свободу від страждань, але і про те, щоб мати змогу служити Богові без перешкод.

## Структура
Дослідник Старого Завіту Германн Ґункель розділив псалом таким чином:
- Вірші 2–4: Звернення до Господа
- Вірші 5–8: Місце молитви
- Вірші 9–13: Безпосередні прохання (за власну особу, проти ворогів, про Господній захист для всіх благочестивих).

## Текст
| Вірш | Гебрейська мова                                                 | Давньогрецька мова (Септуаґінта) | Латинська мова (Вульгата) | Українська мова (Переклад Хоменка) |
| ---- | --------------------------------------------------------------- | --- | --- | --- |
| 1    | לַמְנַצֵּחַ אֶל-הַנְּחִילוֹת, מִזְמוֹר לְדָוִד                                    | Εἰς τὸ τέλος, ὑπὲρ τῆς κληρονομούσης· ψαλμὸς τῷ Δαυιδ. | In finem, pro ea quæ hæreditatem consequitur. Psalmus David. | Провідникові хору. На флейтах. Псалом Давида.                                                                                                  |
| 2    | אֲמָרַי הַאֲזִינָה יְהוָה; בִּינָה הֲגִיגִי                                    | Τὰ ῥήματά μου ἐνώτισαι, κύριε, σύνες τῆς κραυγῆς μου· | [Verba mea auribus percipe, Domine; intellige clamorem meum. | Вислухай, Господи, мої глаголи, зверни увагу на моє зідхання.                                                                                  |
| 3    | הַקְשִׁיבָה, לְקוֹל שַׁוְעִי--מַלְכִּי וֵאלֹהָי: כִּי-אֵלֶיךָ, אֶתְפַּלָּל                   | πρόσχες τῇ φωνῇ τῆς δεήσεώς μου, ὁ βασιλεύς μου καὶ ὁ θεός μου. ὅτι πρὸς σὲ προσεύξομαι, κύριε·                                                               | Intende voci orationis meæ, rex meus et Deus meus. | Прислухайся до голосу мого благання, царю мій і Боже мій! До тебе бо молюся.                                                                   |
| 4    | יְהוָה--בֹּקֶר, תִּשְׁמַע קוֹלִי; בֹּקֶר אֶעֱרָךְ-לְךָ, וַאֲצַפֶּה                        | τὸ πρωὶ εἰσακούσῃ τῆς φωνῆς μου, τὸ πρωὶ παραστήσομαί σοι καὶ ἐπόψομαι.                                                                                       | Quoniam ad te orabo, Domine: mane exaudies vocem meam. | О Господи, удосвіта ти голос мій почуєш, удосвіта буду молитися до тебе й виглядати.                                                           |
| 5    | כִּי, לֹא אֵל חָפֵץ רֶשַׁע אָתָּה: לֹא יְגֻרְךָ רָע                               | ὅτι οὐχὶ θεὸς θέλων ἀνομίαν σὺ εἶ, οὐδὲ παροικήσει σοι πονηρευόμενος·                                                                                         | Mane astabo tibi, et videbo quoniam non Deus volens iniquitatem tu es. | Бо ти не такий Бог, що любить беззаконня; лукавому немає місця в тебе,                                                                         |
| 6    | לֹא-יִתְיַצְּבוּ הוֹלְלִים, לְנֶגֶד עֵינֶיךָ; שָׂנֵאתָ, כָּל-פֹּעֲלֵי אָוֶן                 | οὐ διαμενοῦσιν παράνομοι κατέναντι τῶν ὀφθαλμῶν σου, ἐμίσησας πάντας τοὺς ἐργαζομένους τὴν ἀνομίαν.                                                           | Neque habitabit juxta te malignus, neque permanebunt injusti ante oculos tuos. | і нечестиві не встояться перед очима в тебе. Ти ненавидиш усіх лиходіїв,                                                                       |
| 7    | תְּאַבֵּד, דֹּבְרֵי כָזָב: אִישׁ-דָּמִים וּמִרְמָה, יְתָעֵב יְהוָה                       | ἀπολεῖς πάντας τοὺς λαλοῦντας τὸ ψεῦδος· ἄνδρα αἱμάτων καὶ δόλιον βδελύσσεται κύριος.                                                                         | Odisti omnes qui operantur iniquitatem; perdes omnes qui loquuntur mendacium. Virum sanguinum et dolosum abominabitur Dominus.                                                                            | вигублюєш усіх тих, що неправду кажуть. Господеві осоружні кровожерні й лукаві.                                                                |
| 8    | וַאֲנִי--בְּרֹב חַסְדְּךָ, אָבוֹא בֵיתֶךָ; אֶשְׁתַּחֲוֶה אֶל-הֵיכַל-קָדְשְׁךָ, בְּיִרְאָתֶךָ          | ἐγὼ δὲ ἐν τῷ πλήθει τοῦ ἐλέους σου εἰσελεύσομαι εἰς τὸν οἶκόν σου, προσκυνήσω πρὸς ναὸν ἅγιόν σου ἐν φόβῳ σου.                                                | Ego autem in multitudine misericordiæ tuæ introibo in domum tuam; adorabo ad templum sanctum tuum in timore tuo.                                                                                          | Я ж, з превеликої ласки твоєї, увійду в дім твій і поклонюся до святого храму твого в страсі перед тобою.                                      |
| 9    | יְהוָה, נְחֵנִי בְצִדְקָתֶךָ--לְמַעַן שׁוֹרְרָי; הושר (הַיְשַׁר) לְפָנַי דַּרְכֶּךָ            | κύριε, ὁδήγησόν με ἐν τῇ δικαιοσύνῃ σου ἕνεκα τῶν ἐχθρῶν μου, κατεύθυνον ἐνώπιόν μου τὴν ὁδόν σου.                                                            | Domine, deduc me in justitia tua: propter inimicos meos dirige in conspectu tuo viam meam. | О Господи, веди мене твоєю правдою — з уваги на ворогів моїх; вирівняй твою путь передо мною.                                                  |
| 10   | כִּי אֵין בְּפִיהוּ, נְכוֹנָה--קִרְבָּם הַוּוֹת: קֶבֶר-פָּתוּחַ גְּרֹנָם; לְשׁוֹנָם, יַחֲלִיקוּן   | ὅτι οὐκ ἔστιν ἐν τῷ στόματι αὐτῶν ἀλήθεια, ἡ καρδία αὐτῶν ματαία· τάφος ἀνεῳγμένος ὁ λάρυγξ αὐτῶν, ταῖς γλώσσαις αὐτῶν ἐδολιοῦσαν.                            | Quoniam non est in ore eorum veritas; cor eorum vanum est. | Бо в їхніх устах немає постійности, серце в них — пропасть; пелька їхня — гріб відкритий, облесний — язик їхній.                               |
| 11   | הַאֲשִׁימֵם, אֱלֹהִים-- יִפְּלוּ, מִמֹּעֲצוֹתֵיהֶם:בְּרֹב פִּשְׁעֵיהֶם, הַדִּיחֵמוֹ-- כִּי-מָרוּ בָךְ  | κρῖνον αὐτούς, ὁ θεός· ἀποπεσάτωσαν ἀπὸ τῶν διαβουλίων αὐτῶν· κατὰ τὸ πλῆθος τῶν ἀσεβειῶν αὐτῶν ἔξωσον αὐτούς, ὅτι παρεπίκρανάν σε, κύριε.                    | Sepulchrum patens est guttur eorum; linguis suis dolose agebant: judica illos, Deus. Decidant a cogitationibus suis; secundum multitudinem impietatum eorum expelle eos, quoniam irritaverunt te, Domine. | Скарай їх, Боже: нехай від власних замислів згинуть, за їхніх переступів силу прожени їх, бо ворохоблять проти тебе.                           |
| 12   | וְיִשְׂמְחוּ כָל-חוֹסֵי בָךְ, לְעוֹלָם יְרַנֵּנוּ-- וְתָסֵךְ עָלֵימוֹ;וְיַעְלְצוּ בְךָ, אֹהֲבֵי שְׁמֶךָ | καὶ εὐφρανθήτωσαν πάντες οἱ ἐλπίζοντες ἐπὶ σέ· εἰς αἰῶνα ἀγαλλιάσονται, καὶ κατασκηνώσεις ἐν αὐτοῖς, καὶ καυχήσονται ἐν σοὶ πάντες οἱ ἀγαπῶντες τὸ ὄνομά σου. | Et lætentur omnes qui sperant in te; in æternum exsultabunt, et habitabis in eis. Et gloriabuntur in te omnes qui diligunt nomen tuum,                                                                    | І всі ті, що до тебе прибігають, будуть радіти; вони повіки весело гукатимуть. Захисти їх, і нехай тобою веселяться тії, що люблять твоє ім'я. |
| 13   | כִּי-אַתָּה, תְּבָרֵךְ צַדִּיק: יְהוָה--כַּצִּנָּה, רָצוֹן תַּעְטְרֶנּוּ                      | ὅτι σὺ εὐλογήσεις δίκαιον· κύριε, ὡς ὅπλῳ εὐδοκίας ἐστεφάνωσας ἡμᾶς.                                                                                          | quoniam tu benedices justo. Domine, ut scuto bonæ voluntatis tuæ coronasti nos.] | Ти бо, о Господи, благословиш праведника і ласкою його оточуєш, немов щитом.                                                                   |

## Літургійне використання

### Юдаїзм
У юдаїзмі вірш 8 псалму 5 є другим віршем молитви «Ма тову»

### Новий Завіт
Посилання на псалом 5 можна знайти у Новому Завіті:
- Вірш 10: Послання до Римлян (Рим. 3:13)

### Католицька церква
Згідно з монастирською традицією Статуту Бенедикта (530 AD), псалми 1–20 головним чином використовувалися під час першої години Літургії годин. Згідно цього статуту, цей псалом виконувався під час лаудів у понеділок. Під час Літургії годин псалом 5 до сих пір читається або співається під час лаудів у понеділок першого тижня.

## Використання у музиці

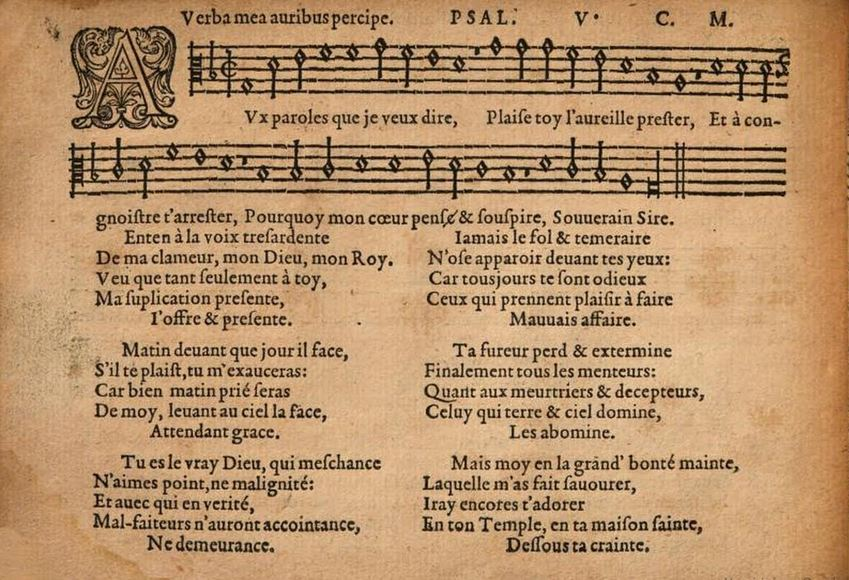
Псалом 5 у гомофонічній обробці Клода Ґудімеля (1564, Париж)

- Орландо ді Лассо: мотет а капела «Domine deduc me» (1566),[6] мотет а капела «Verba mea auribus percipe» (1571)[7]
- Томас Талліс: гімн а капела «Expend, O Lord (1567)[8]
- Ганс Лео Гасслер: мотет а капела «Verba mea auribus percipe Domine» (1598)[9]
- Джезуальдо да Веноза: мотет а капела «Verba mea» (1603)[10]
- Генріх Шютц: мотети а капела «Verba mea auribus percipe, Domine», SWV 61 і «Quoniam ad te clamabo, Domine», SWV 62 (1625),[11] хорал а капела «Herr, hör, was ich will bitten dich», SWV 101 (1628)[12]
- Фелікс Мендельсон: мотет «Lord hear the voice of my complaint», MWV B 31c (1840)[13]